# Darwinia carnea
Darwinia carnea är en myrtenväxtart som beskrevs av Charles Austin Gardner. Darwinia carnea ingår i släktet Darwinia och familjen myrtenväxter. Inga underarter finns listade i Catalogue of Life.